# Prevotella melaninogenica
Espèce
Prevotella melaninogenica est une espèce de la famille des Prevotellaceae.

## Description
Ce sont des bactéries en forme de bacilles de 0,5 µm à 0,8 µm de large pour une longueur comprise entre 0,9 µm et 2,5 µm. Elles peuvent parfois atteindre une longueur exceptionnelle, en culture, de 10 µM. Lorsqu'elles sont cultivées sur gélose au sang, les colonies sont circulaires, convexes et lisses avec un diamètre de 0,5 mm à 2 mm. La couleur de ces colonies va du gris ou marron clair sur les bords jusqu'à une coloration plus foncée au centre de la colonie. En début de croissance, lorsqu'elles sont soumises à une lumière UV de 365 nm, elles auto-fluorescent rouge. En fin de croissance, les colonies sont pigmentées noir.
Ces bactéries sont capables de fermenter l'amidon, la dextrine, le fructose, le glucose, le glycogène, l'inuline, le lactose, le maltose, le mannose, le raffinose et le sucrose. Par contre les P. melaninogenica ne fermentent pas l'amygdaline, l'arabinose, la cellobiose, l'érythritol, l'inositol, le mannitol, le melibiose, le melezitose, le rhamnose, le ribose, la salcine, le sorbitol, le trehalose et le xylane.

## Taxonomie
Le nom correct complet (avec auteur) de ce taxon est Prevotella melaninogenica (Oliver & Wherry 1921) Shah & Collins 1990. La souche type de cette espèce est la souche Finegold B282 déposée dans des banques de cultures bactériennes sous les identifiants ATCC 25845 et VPI 4196.
Prevotella melaninogenica a pour synonymes :
- Bacterium melaninogenicum Oliver & Wherry 1921
- Bacteroides melaninogenicus (Oliver & Wherry 1921) Roy & Kelly 1939

### Étymologie
L'étymologie du nom spécifique de P. melanogenica est la suivante : me.la.ni.no.ge.ni.ca. N.L. neut. n. melaninum, mélanine; Gr. masc. adj. genikos, produisant; du Gr. masc. n. genetês, un engendreur; N.L. fem. adj. melaninogenica, produisant de la mélanine (Le pigment noir est dû au protohème et non à la mélanine, comme on le pensait à l'origine.).